# الحنين إلى الرمال (مسلسل)
الحنين إلى الرمال- مسلسل بدوي دراما أردني، من إنتاج التلفزيون الأردني، أنتج عام 2021م، من تأليف: فؤاد الشوملي، ومن إخراج بسام سعد.

## قصة المسلسل وأحداثه
في إطار بدوي تدور أحداث المسلسل حول عفاش الذي يجور على العديد من القبائل، ويسرق أموالهم، ولكن الشيخ رتعال يتصدى له، فيهرب عفاش مع صخر جريحا، وإذا بابنة أبو سليمان تصاب بمرض غريب، فيبدأ في البحث لها عن علاج.

## الممثلون
شارك في المسلسل الأردني" الحنين إلى الرمال" مجموعة كبيرة من الممثلين، نذكر من بينهم:
- رشيد ملحس.
- محمد المجالي.
- عاكف نجم.
- نادرة عمران.
- أمل دباس.
- جميل براهمة.
- محمد الإبراهيمي.
- رسمية عبده.
- طارق الشوابكة.
- إياد شطناوي.
- وليد البرماوي
- معتز أبو الغنم.
- حبيب طبيشات.
- سعد أبو نجيلة.
- إبراهيم نوابنة.
- هيا عبد الغني.
- ناريمان عبد الكريم.
- وسام البريحي.
- لونا بشارة.
- هشام هنيدي.